# Oiva Huttunen
Oiva Juho Aatami Huttunen (Nurmes, 20 de julho de 1887 – Helsinque, 22 de janeiro de 1945) foi um jurista finlandês, que serviu como Chanceler da Justiça e ministro da justiça no governo de Oskari Mantere. Era graduado em direito e trabalhou como advogado e consultor jurídico da Suprema Corte.
Huttunen teve uma contribuição significativa como redator de leis e esteve envolvido, por exemplo, na lei de repreensão à aquisição de imóveis e na proposta de legislação de escritura de imóveis.